# Uromyces excavatus
Uromyces excavatus är en svampart som beskrevs av DC. Uromyces excavatus ingår i släktet Uromyces och familjen Pucciniaceae.   Inga underarter finns listade i Catalogue of Life.